# Christian Gottlob Großmann
Christian Gottlob Leberecht Großmann (Priessnitz, 1783. november 9. – Lipcse, 1857. június 29.) német protestáns teológus.

## Élete
Az ernesztida szász hercegségékbeli Priessnitzben született. Lelkésszé avatták 1808-ban, előbb lelkész és tanár volt Schulpfortában. 1823-ban Altenburgban szuperintendens, udvari főlelkész és egyháztanácsos, innen 1829-ben Lipcsébe hívták, ahol hasonlókép szuperintendens volt, egyszersmind teológiai tanár és a Tamás-templom lelkésze. A Gusztáv Adolf-egyletnek ő volt az alapítója és hosszú időn keresztül annak elnöke, éltető lelke. 
Mint tudós sokat foglalkozott Philoval és az alexandriai zsidó vallásbölcsészettel; idevágó munkái: Questiones Philoinae (Lipcse, 1830); Philonis anecdota (Lipcse, 1856). Továbbá nagy figyelmet keltett annak idejében Über die Reformation der protest. Kirchenverfassung című művével (1833).